# イアン・ジェームズ・コーレット
イアン・ジェームズ・コーレット (Ian James Corlett、1962年8月29日 - ) は、カナダの声優、アニメーター、作家。

## 出演作品

### テレビアニメ
- リブート - ボブ
- ロックマン USA - ロックマン
- ビーストウォーズ 超生命体トランスフォーマー
- ベビー・ルーニー・テューンズ - タズ
- ドラゴンボール - 孫悟空
- ジョニーテスト - ウィグ・テスト
- 半妖の夜叉姫 - 弥勒（2代目）
- レゴ ニンジャゴー
- ラウド・ハウス

### ゲーム
- Destiny 2 - フィンチ
- NieR Re[in]carnation - 運送屋
- マーベル VS. カプコン:インフィニット - レッドアリーマー